# Список самых высоких зданий префектуры Кагосима

## Самые высокие здания
В списке приведены небоскрёбы префектуры Кагосима с высотой от 60 метров, основанные на стандартных измерениях высоты. Эта высота включает шпили и архитектурные детали, но не включает антенны радиовышек и башен.
| Рейтинг | Название                                                        | Фото | Высота м | Высота до крыши | Этажность | Год  | Город    | Примечания  |
| ------- | --------------------------------------------------------------- | ---- | -------- | --------------- | --------- | ---- | -------- | ----------- |
| 1       | Правительственное здание префектуры Кагосима                    |      | 93.1     |                 | 18        | 1996 | Кагосима | [ 1 ]       |
| 2       | Grand Garden Kagoshima                                          |      | 75.75    |                 | 19        | 2006 | Кагосима | [ 2 ] [ 3 ] |
| 3       | Kagoshima Central Terminal Building                             |      | 71.85    |                 | 14        | 2012 | Кагосима | [ 4 ] [ 5 ] |
| 4       | Kagoshima Chamber of Commerce and Industry Building (Iimeville) |      | 69.75    |                 | 15        | 1990 | Кагосима |             |
| 5       | Hotel Kyocera Main Building                                     |      | 65.20    |                 | 13        | 1995 | Кирисима | [ 6 ]       |
| 6       | Alphastates Terukuni                                            |      | 64.95    | 64.35           | 19        | 2010 | Кагосима | [ 7 ]       |
| 7       | Le Thun Central Town 23rd Block Area (Aer Tower)                |      | 63       |                 | 17        | 2010 | Кагосима |             |